# 振林街道
振林街道，是中华人民共和国河南省安陽市林州市下辖的一个乡镇级行政单位。

## 行政区划
振林街道下辖以下地区：
向阳街社区、商业街社区、南池社区、长青社区、闫家台社区、西花园社区、林隆社区、东营社区、南关村、李庄村、王家池村、刘家街村和槐树池村。